# Sportplatz Kleinburg
 (avril 2025).
Le Sportplatz Kleinburg est un ancien stade de football allemand situé dans la ville de Breslau (aujourd'hui Wrocław), à l'époque en Allemagne et aujourd'hui en Pologne.
Le stade servait d'enceinte à domicile à l'équipe de football du SC Schlesien Breslau.
Il porte le nom de Kleinburg, du nom du quartier dans lequel il était situé.

## Histoire
Situé dans l'actuel quartier du sud de Wrocław de Borek, dans l'arrondissement de Krzyki, le stade tombe petit à petit à l'abandon après 1945 et l'expulsion des populations allemandes de la région.
Aujourd'hui se trouve à l'ancien emplacement du Sportplatz Kleinburg le Stadion Sztabowa.